# Dmitri Grigorjewitsch Schtscherbatschow
Dmitri Grigorjewitsch Schtscherbatschow (russisch Дмитрий Григорьевич Щербачёв; wissenschaftliche Transliteration Dimitrij Grigor'evič Ščerbačëv, im Deutschen auch als Tscherbatschew transkribiert; * 6. Februarjul. / 18. Februar 1857greg.; † 18. Januar 1932 in Nizza) war ein russischer Offizier der Kaiserlich Russischen Armee, zuletzt General der Infanterie.

## Leben
Schtscherbatschow stammte aus einer adligen Familie des Gouvernements Sankt Petersburg und wurde am Orjoler Militärgymnasium und der Alexander-Militärschule in Moskau ausgebildet. Er trat 1873 in die Streitkräfte ein und schloss 1876 einen Kurs an der Michail-Artillerieschule in Sankt Petersburg ab. Anschließend diente er in der reitenden Garde-Artillerie-Brigade. 1884 schloss er eine Generalstabsausbildung an der Petersburger Nikolaus-Akademie als Stabskapitän ab und diente danach als Adjutant im Stab der 2. Garde-Schützenbrigade sowie als Kompaniechef im Leibgarde-Jägerregiment. Von 1890 bis 1898 war er höherer Adjutant im Stab der Garden und des Petersburger Militärbezirks und wurde 1894 zum Oberst befördert. Anschließend diente er bis 1901 als Stabschef der 2. Garde-Schützendivision.
Von 1901 bis 1903 war Schtscherbatschow Kommandeur des 145. Schützenregiments aus Nowotscherkassk, danach bis 1906 Kommandeur des Pawlowski-Leibgarderegiments im Rang eines Generalmajors. Das Regiment war an der blutigen Niederschlagung der Proteste in der russischen Hauptstadt während der Revolution von 1905 beteiligt. Ab 1906 gehörte er zum Gefolge des Kaisers. Von 1906 bis 1907 befehligte er die 1. finnische Schützenbrigade, bevor er anschließend bis 1912 Kommandant der Nikolaus-Generalstabsakademie wurde. Ab 1908 stand er im Rang eines Generalleutnants.
Im Dezember 1912 wurde Schtscherbatschow Kommandierender General des IX. Armeekorps im Kiewer Militärbezirk, das er auch zu Beginn des Ersten Weltkrieges führte. Er nahm 1914 unter anderem an den Schlachten von Lemberg und Rawa Ruska teil und wurde im Dezember 1914 zum General der Infanterie befördert. Im April 1915 wurde er mit dem Sankt-Georgs-Schwert ausgezeichnet und übernahm den Befehl über die 11. Armee an der Strypa. Ab Oktober 1915 befehligte er die 7. Armee, mit der er 1916 an der Brussilow-Offensive teilnahm.
Im April 1917 wurde Schtscherbatschow Gehilfe (Stabschef) des Oberkommandierenden an der rumänischen Front, König Ferdinand I. Im Dezember 1917 übernahm er den Befehl über die der Kiewer Zentralna Rada unterstellte „Ukrainische Front“ und schloss den Waffenstillstand von Focșani mit den Mittelmächten. Nach dem Ende des Krieges überreichte ihm Henri Berthelot den Orden der Ehrenlegion. Er erreichte das Einverständnis Berthelots, mit seinen Truppen zur Weißen Armee überzutreten. Er erreichte Jekaterinodar im Dezember 1918. Anfang 1919 reiste er nach Paris, um an der dortigen Friedenskonferenz in Versailles teilzunehmen. Er war Vorsitzender der Militär- und Marinekommission, die die Russische Politische Konferenz beriet, die Vertretung der weißen russischen Regierungen – insbesondere der Regierungen von Admiral Koltschak und General Denikin – bei den Friedensverhandlungen. Im Mai 1920 trat Schtscherbatschow nach Meinungsverschiedenheiten mit General Wrangel über eine etwaige Zusammenarbeit mit Polen von seinem Posten zurück. Er zog sich nach Nizza zurück, wo er von Unterstützungszahlungen der rumänischen Regierung lebte. Hier starb er Anfang 1932 74-jährig.